# フクロシマリス属
フクロシマリス属（Dactylopsila）は双前歯目フクロモモンガ科の属。

## 種
和名は川田ほか（2018）による。
- Dactylopsila megalura オナガフクロシマリス
- Dactylopsila palpator ユビナガフクロシマリス
- Dactylopsila tatei ファーガソンフクロシマリス
- Dactylopsila trivirgata フクロシマリス